# Čreta pri Kokarjah
Čreta pri Kokarjah je naselje u slovenskoj Općini Nazarju. Čreta pri Kokarjah se nalazi u pokrajini Štajerskoj i statističkoj regiji Savinjskoj. 

## Stanovništvo
Prema popisu stanovništva iz 2002. godine naselje je imalo 27 stanovnika.